# Weltmeisterschaften im Trampolinturnen 2003
Die 23. Turn-Weltmeisterschaften im Trampolinturnen fanden 2003 in Hannover, Deutschland statt.

## Ergebnisse

### Männer Einzel
| Rang | Land        | Turner               |
| ---- | ----------- | -------------------- |
|      | Deutschland | Henrik Stehlik       |
|      | Russland    | Alexander Moskalenko |
|      | Frankreich  | David Martin         |

### Männer Team
| Rang | Land        | Turner                                                                       |
| ---- | ----------- | ---------------------------------------------------------------------------- |
|      | Deutschland | Michael Serth Henrik Stehlik Markus Kubicka Adam Götz                        |
|      | Russland    | German Chnytschew Alexander Moskalenko Alexander Russakow Stanislaw Pokrojew |
|      | Ukraine     | Denys Wraschkin Schan Jordanow Olexander Tschernonos Jurij Nikitin           |

### Synchron Männer
| Rang | Land     | Turner                              |
| ---- | -------- | ----------------------------------- |
|      | Belarus  | Mikalaj Kasak Dsmitryj Poljarusch   |
|      | Russland | Alexander Russakow Alexander Leven  |
|      | Ukraine  | Jurij Nikitin Olexander Tschernonos |

### Doppel Mini-Trampolin Männer
| Rang | Land        | Turner          |
| ---- | ----------- | --------------- |
|      | Russland    | Alexei Ilischew |
|      | Kanada      | Adam Menzies    |
|      | Deutschland | Nico Gärtner    |

### Doppel Mini-Trampolin Team Männer
| Rang | Land               | Turner                                                   |
| ---- | ------------------ | -------------------------------------------------------- |
|      | Kanada             | Denis Vachon Chris Mitruk Adam Menzies Bryan Milonja     |
|      | Vereinigte Staaten | Jamar Young Josh Vance Casey Finley Keith Douglas        |
|      | Deutschland        | Dennis Luxon Uwe Marquardt Martin Gromowski Nico Gärtner |

### Tumbling Männer
| Rang | Land                | Turner               |
| ---- | ------------------- | -------------------- |
|      | Russland            | Alexei Kryschanowski |
|      | Volksrepublik China | Pan Huanian          |
|      | Russland            | Alexei Bantienko     |

### Tumbling Team Männer
| Rang | Land                   | Turner                                                                   |
| ---- | ---------------------- | ------------------------------------------------------------------------ |
|      | Vereinigtes Königreich | Christopher Porter Damien Walters Robert Proctor Robert Small            |
|      | Frankreich             | Gael Manry Alexandre Dechanet Yves Tarin Nicolas Fournials               |
|      | Russland               | Alexei Bantienko Andrej Duchno Alexei Kryschanowski Alexander Skorodunow |

### Damen Einzel
| Rank | Land        | Turnerin        |
| ---- | ----------- | --------------- |
|      | Kanada      | Karen Cockburn  |
|      | Ukraine     | Olena Mowtschan |
|      | Deutschland | Anna Dogonadze  |

### Damen Team
| Rank | Land                | Turnerin                                                                  |
| ---- | ------------------- | ------------------------------------------------------------------------- |
|      | Russland            | Natalia Kolesnikowa Irina Wassiliewa Natalia Tschernonos Irina Karawajewa |
|      | Volksrepublik China | Lin Min Zheng Xiaojun Huang Shanshan Wang Wenjuan                         |
|      | Kanada              | Savija McManus Brenna Casey Heather Ross-McManus Karen Cockburn           |

### Synchron Damen
| Rang | Land        | Turner                              |
| ---- | ----------- | ----------------------------------- |
|      | Belarus     | Tazzjana Pjatrenja Galina Lebedjewa |
|      | Ukraine     | Julia Domschewska Olena Mowtschan   |
|      | Deutschland | Jessica Simon Anna Dogonadze        |

### Doppel Mini-Trampolin Damen
| Rang | Land               | Turner           |
| ---- | ------------------ | ---------------- |
|      | Kanada             | Sarah Charles    |
|      | Bulgarien          | Antoniya Iwanowa |
|      | Vereinigte Staaten | Shelly Kloschan  |

### Doppel Mini-Trampolin Team Damen
| Rang | Land               | Turner                                                                 |
| ---- | ------------------ | ---------------------------------------------------------------------- |
|      | Russland           | Swetlana Balandina Irina Wassiliewa Maria Koslowa Galina Gontscharenko |
|      | Vereinigte Staaten | Megan Dacy Whitney Kusak Drew Rentford Shelly Kloschan                 |
|      | Deutschland        | Anika Cloppenburg Nancy Rinkau Christina Jansen Kathrin Deuner         |

### Tumbling Damen
| Rang | Land                   | Turner             |
| ---- | ---------------------- | ------------------ |
|      | Ukraine                | Olena Chabanenko   |
|      | Vereinigtes Königreich | Kathryn Peberdy    |
|      | Russland               | Anna Korobeinikowa |

### Tumbling Team Damen
| Rang | Land                   | Turner                                                                 |
| ---- | ---------------------- | ---------------------------------------------------------------------- |
|      | Vereinigtes Königreich | Julie Cheung Donna MacLean Charmaine Salla Kathryn Peberdy             |
|      | Russland               | Tatrjana Danilina Natalja Rachmanowa Jelena Blujina Anna Korobeinikowa |
|      | Frankreich             | Emelie Milory Delphine Francois Marion Limbach                         |

### Medaillenspiegel
| Rang | Nation                 | Gold | Silber | Bronze | Gesamt |
| ---- | ---------------------- | ---- | ------ | ------ | ------ |
| 1    | Russland               | 4    | 4      | 3      | 11     |
| 2    | Kanada                 | 3    | 1      | 1      | 5      |
| 3    | Vereinigtes Königreich | 2    | 1      | -      | 3      |
| 4    | Deutschland            | 2    | -      | 5      | 7      |
| 5    | Belarus                | 2    | -      | -      | 2      |
| 6    | Ukraine                | 1    | 2      | 2      | 5      |
| 7    | Vereinigte Staaten     | -    | 2      | 1      | 3      |
| 8    | Volksrepublik China    | -    | 2      | -      | 2      |
| 9    | Frankreich             | -    | 1      | 2      | 3      |
| 10   | Bulgarien              | -    | 1      | -      | 1      |